# Tina Robnik
Pour les articles homonymes, voir Robnik.
Tina Robnik est une skieuse alpine slovène, née le 30 juillet 1991.

## Biographie
Elle débute en Coupe du monde en décembre 2010 à Saint-Moritz. Elle marque ses premiers points en décembre 2015 au slalom géant d'Åre (15e). Elle obtient son premier résultat dans le top dix en octobre 2017 en terminant 9e du slalom géant d'Sölden. Elle est 34e du super G aux Jeux olympiques d'hiver de 2018.
Aux Championnats du monde, elle compte deux participations en 2013 et 2017. 
En Coupe d'Europe, elle compte trois victoires dont une en 2011 et deux en 2017.

## Palmarès

### Jeux olympiques
| Épreuve / Édition | Pyeongchang 2018 |
| Super G           | 34e              |
| Slalom géant      | Abandon          |

### Championnats du monde
| Épreuve / Édition          | Descente | Super G | Slalom géant | Slalom | Combiné alpin |
| -------------------------- | -------- | ------- | ------------ | ------ | ------------- |
| Mondiaux 2013 Schladming   |          |         | Disqualifiée |        |               |
| Mondiaux 2017 Saint-Moritz |          |         | Abandon      |        |               |

### Coupe du monde
- Meilleur classement général : 55e en 2018.
- Meilleur résultat : 7e.

#### Différents classements en Coupe du monde
| Année/Classement | Année/Classement | Général | Général | Descente | Descente | Super G | Super G | Slalom géant | Slalom géant | Slalom | Slalom | Combiné | Combiné |
| ---------------- | ---------------- | ------- | ------- | -------- | -------- | ------- | ------- | ------------ | ------------ | ------ | ------ | ------- | ------- |
| Année/Classement | Année/Classement | Class.  | Points  | Class.   | Points   | Class.  | Points  | Class.       | Points       | Class. | Points | Class.  | Points  |
| 2016             | 2016             | 96e     | 21      | -        | -        | -       | -       | 38e          | 21           | -      | -      | -       | -       |
| 2017             | 2017             | 79e     | 51      | -        | -        | -       | -       | 29e          | 51           | -      | -      | -       | -       |
| 2018             | 2018             | 55e     | 144     | -        | -        | -       | -       | 15e          | 144          | -      | -      | -       | -       |

### Coupe d'Europe
- 3 victoires.

### Championnats de Slovénie
- Championne de slalom en 2013.